# Chiến binh âm nhạc
Suite Pretty Cure ♪ hay Chiến binh âm nhạc (スイートプリキュア♪ Suīto PuriKyua♪) Suite Pretty Cure là anime Nhật Bản, anime thứ 8 trong chuỗi Pretty Cure của Izumi Todo, được sản xuất bởi Toei Animation, đạo diễn là Sakai Munehisa, cũng là đạo diễn của anime One Piece. Thiết kế nhân vật là Takahashi Akira. Phim được phát sóng trên mạng lưới kênh ANN của TV Asahi từ 6 tháng 2 năm 2011 cho đến 29 tháng 1 năm 2012. Tại Việt Nam, phim được cấp phép cho HTV2 dưới tựa đề tiếng Việt chính thức là "Chiến binh âm nhạc" vào năm 2014.

## Nhân vật

### Pretty Cure
Hojo Hibiki / Cure Melody (Chiến binh Giai điệu)
Một cô gái 14 tuổi vui vẻ và năng động. Cô là một ngôi sao thể thao nhưng lại rất kém trong học tập. Cô có ước mơ trở thành một nghệ sĩ dương cầm và mang lại niềm vui, hạnh phúc cho mọi người. Cô kết hợp với cộng sự Dory để biến hình và với Miry để sử dụng quyền trượng.
Minamino Kanade / Cure Rhythm (Chiến binh Nhịp điệu)
Một cô gái học tốt và yêu đồ ngọt. Gia đình cô mở một cửa hàng bánh tên Lucky Spoon (chiếc muỗng may mắn). Cô ước mơ trở thành đầu bếp bánh ngọt xuất sắc để tiếp quản tiệm bánh của gia đình. Cô kết hợp với Rery để biến hình và Fary để dùng quyền trượng.
Siren / Kurokawa Ellen / Cure Beat (Chiến binh Tiết tấu)
Một tiên mèo có giọng hát tuyệt vời. Dù sinh ra tại Vương quốc Âm nhạc nhưng cô lại phản bội họ và trở thành thành viên của Vương quốc Bóng tối. Sau, nhờ Hummy và cảm xúc mạnh mẽ của mình, cô đã phá vỡ bóng tối trong tâm hồn và trở thành Cure Beat dù không có Ổ khoá Trái tim và hiện tại là một con người. Khi sở hữu Ổ khoá, cô kết hợp với Lary để biến hình và Sory để dùng Ghita Kì diệu.
Shirabe Ako / Cure Muse (Chiến binh Ngân nga)
Một HS Tiểu học Kanon và là bn cùng lớp của Minamino Souta. Cô trưởng thành hơn so với tuổi và cũng hay tỏ ra lạnh lùng, cô che giấu thân phận trong các tập phim đầu bởi 1 chiếc mặt nạ. Cô cũng không nói nhiều, tiên Dodory giúp cô phát biểu mọi việc. Trong tập 35, để ngăn chặn bạo loạn của Mephisto, cô tiết lộ rằng mình là Ako, Công chúa Âm nhạc, con gái của ông. Cô biến hình nhờ kết hợp với Dodory và sử dụng chiêu thức nhờ kết hợp với Siry.

### Linh vật
Hummy
Một nàng tiên mèo yêu nhạc và thích ca hát. Cô là bạn đồng hành của Hibiki và Kanade, đồng thời là bạn thân nhất của Siren. Cô được gửi đến Trái Đất để tìm các nốt nhạc rải rác của Giai điệu Hạnh phúc. Các Cures cũng giúp cô thu thập chúng.
Fairy Tones (Các tiên Nốt)
9 nàng tiên có hình dạng pha lê với màu sắc khác nhau, được đặt theo tên của các nốt nhạc. Mỗi tiên mang một sức mạnh khác nhau. Họ sử dụng sức mạnh để giúp các Pretty Cure theo những cách khác nhau.